# Astra 300
De Astra 300 is een Spaans semiautomatisch pistool geproduceerd door Astra Unceta van 1922 tot 1947.

## Beschrijving
De Astra 300 is een Spaans semiautomatisch pistool dat kan worden geladen met patronenhouders met 6 of 7 patronen, afhankelijk van het kaliber (7,65 mm of 9 mm). De totale lengte van het wapen is 160 mm, terwijl de loop 98 mm in lengte is. De Astra 300 werd oorspronkelijk ontworpen als een kleinere variant van de Astra 400.

## Geschiedenis
De Astra 300 werd in 1922 ontwikkeld door de Spaanse wapenfabrikant "Astra, Unceta y Cía" vanaf 1922/1923.
Het wapen werd voor het eerst gebruikt door Spaanse gevangenisbewaarders in de jaren 1920. In 1928 werd het pistool voor het eerst gebruikt door de Spaanse marine. In de jaren 1930 werd het het nieuwe primaire pistool voor het Spaanse leger.
Tijdens de Tweede Wereldoorlog werd het voornamelijk geleverd aan de Duitse Wehrmacht in het bezette Frankrijk. Tussen oktober 1941 en juli 1944 werden ongeveer 85.000 Astra 300 pistolen door het neutrale Spanje geleverd aan nazi-Duitsland.
Tussen 1922 en 1947 zijn er in totaal 171.300 Astra 300 wapens geproduceerd.
In 1948 werd de Astra 300 grotendeels vervangen door de Astra 3000. Productie van de Astra 300 ging op kleine schaal door tot 1967.

## Gebruikers
- Tweede Spaanse Republiek
- Nationalistische factie[3]
- Nazi-Duitsland: Enkele honderden zijn tijdens de tweede wereldoorlog aan de Duitse Luftwaffe verkocht.[4]
- Algerije: Astra Model 300 en Model 400.[5]
- Chili: Chileense marine.[6]
- Finland: Gebruikte de Astra Model 300 tijdens de Tweede Wereldoorlog.[7]